# Platja de Toró
La Platja de Toró, coneguda també com a Entremís, és una platja del concejo de Llanes, Astúries. S'emmarca a les platges de la Costa oriental d'Astúries, també anomenada Costa Verda Asturiana i és considerada paisatge protegit, des del punt de vista mediambiental (per la seva vegetació). Per aquest motiu està integrada, segons informació del Ministeri d'Agricultura, Alimentació i Medi ambient, en el Paisatge Protegit de la Costa Oriental d'Astúries.

## Descripció
La platja de Toró presenta forma de petxina amb un llit format tant per fines sorres blanques com per grans pinacles rocosos, d'origen càrstic
Se la hi considera una platja semiurbana per estar situada molt pròxima al nucli urbà de Llanes, la qual cosa fa que tingui una gran afluència de banyistes. Està envoltada per un passeig que arriba fins a un mirador i uns penya-segats baixos, veïns a la Platja de Portiello. Compta amb gran varietat de serveis que van des d'un aparcament propi, a lavabos, dutxes, rentapeus, servei de neteja, papereres, telèfon ... fins a establiments de menjar i beguda o font d'aigua potable. A l'estiu compta a més amb equip de salvament. A més compta amb lavabos i dutxes per a discapacitats, així com un servei d'amfibugui, per a l'accés fins a l'aigua de minusvàlids.
Per la seva espectacularitat compta amb la certificació Q de qualitat, i des de 1996 compta segons els anys amb Bandera Blava, sent l'últim any en què la va obtenir 2014.